# Бобровниково (Московская область)
Бобровниково — деревня в Талдомском районе Московской области России. Входит в состав сельского поселения Квашёнковское. Население — 37 чел. (2010).

## География
Расположена на севере Московской области, в северной части Талдомского района, примерно в 18 км к северу от центра города Талдома, с которым связана автобусным сообщением. Ближайшие населённые пункты — деревни Бакшеиха, Большое Курапово и Маклаково. В 1 км к западу протекает впадающая в Угличское водохранилище река Хотча.

## Население
| 1859 | 1888 | 1926 | 2002 | 2006 | 2010 |
| ---- | ---- | ---- | ---- | ---- | ---- |
| 192  | ↗249 | ↗304 | ↘8   | ↗28  | ↗37  |

## История
В «Списке населённых мест» 1862 года Бобровники — владельческая деревня 2-го стана Калязинского уезда Тверской губернии по левую сторону Дмитровского тракта, в 45 верстах от уездного города, при реке Хотче, с 27 дворами и 192 жителями (90 мужчин, 102 женщины).
По данным 1888 года входила в состав Белгородской волости Калязинского уезда, проживало 46 семей общим числом 249 человек (117 мужчин, 132 женщины).
В 1915 году — 56 дворов.
В 1922 году деревня вошла в состав Гражданской волости Ленинского уезда Московской губернии, образованной путём слияния Белгородской и Ново-Семёновской волостей Калязинского уезда Тверской губернии.
По материалам Всесоюзной переписи населения 1926 года — центр Бобровниковского сельского совета Гражданской волости Ленинского уезда, проживало 304 жителя (135 мужчин, 169 женщин), насчитывалось 65 хозяйств, среди которых 53 крестьянских, имелись библиотека и изба-читальня.
С 1929 года — населённый пункт в составе Ленинского района Кимрского округа Московской области.
Постановлением ЦИК и СНК от 23 июля 1930 года округа́ как административно-территориальные единицы были ликвидированы. Постановлением Президиума ВЦИК от 27 декабря 1930 года городу Ленинску было возвращено историческое наименование Талдом, а район был переименован в Талдомский.
В 1960 году Бобровниковский сельсовет был упразднён, а все его селения переданы Квашёнковскому сельсовету.
1963—1965 гг. — Бобровниково в составе Дмитровского укрупнённого сельского района.
В 1994 году Московской областной думой было утверждено положение о местном самоуправлении в Московской области, сельские советы как административно-территориальные единицы были преобразованы в сельские округа.
1994—2006 гг. — деревня Квашёнковского сельского округа Талдомского района.
2006—2009 гг. — деревня сельского поселения Ермолинское.
В 2009 году деревня Бобровниково вошла в состав сельского поселения Квашёнковское Талдомского муниципального района Московской области, образованного путём выделения из состава сельского поселения Ермолинское.